# 达德利·森纳那亚克
达德利·谢尔顿·森纳那亚克（Dudley Shelton Senanayake; 1911年6月19日—1973年4月13日）锡兰 (现称斯里兰卡)政治家。1950年代至1960年代三次担任锡兰总理。
达德利·森纳那亚克是锡兰首任总理唐·斯蒂芬·森纳那亚克的长子，出生于1911年6月19日。在著名的拉维尼亚山圣托马斯大学（斯里兰卡一个私人圣公会学校，提供初级和中级教育）接受中等教育，是校板球队队长，还擅长曲棍球、拳击和田径。后入读英国剑桥大学科珀斯克里斯蒂学院，获得自然科学荣誉学位，后来考入中殿律师学院成为一个专业律师(Barrister)。回到锡兰后，达德利当选国务委员会成员。而他的父亲是农业部长，担任英国会议员10年了。1946年他接替他的父亲任农业部长，任到锡兰独立。1952年3月22日他的总理父亲突然去世，达德利被他的表兄约翰·科特拉瓦拉爵士向总督索尔伯里勋爵推举为继任总理。1953年因大米的价格和削减补贴引起联合休业罢工，森纳那亚克辞去总理职务并退出政治。
1957年统一国民党在选举中落败，他返回政坛，1960年3月统一国民党赢得选举后，森纳那亚克再次组建政府，成为总理。但因政党联合分散，四个月后辞职。
1965年3月至1970年5月森纳那亚克第三次担任总理，任内斯里兰卡经济开始恢复。他和他的盟友在1970年的选举中被自由党击败。此后他虽仍然活跃在政坛上，但因长期患病在1973年4月13日去世，年61岁。

## 参见

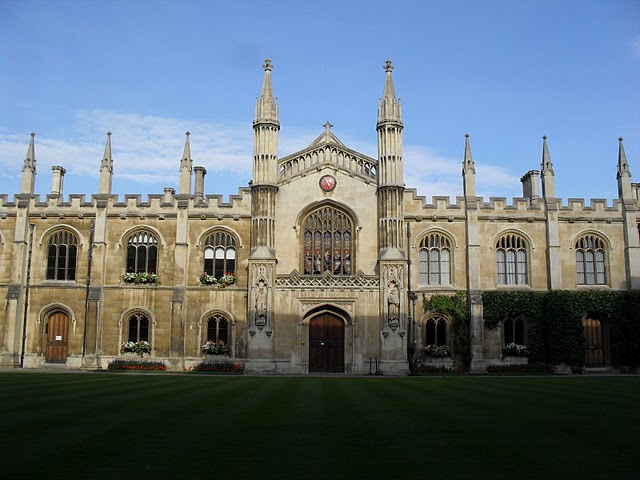
森纳那亚克入读的剑桥大学科珀斯克里斯蒂学院.